# Município Ukuma
Município Ukuma är en kommun i Angola.   Den ligger i provinsen Huambo, i den centrala delen av landet, 500 km söder om huvudstaden Luanda.
I omgivningarna runt Município Ukuma växer huvudsakligen savannskog. Runt Município Ukuma är det ganska tätbefolkat, med 67 invånare per kvadratkilometer.